# W-8
W-8 — тральщик Імперського флоту Японії, який взяв участь у Другій світовій війні.
Корабель, який належав до типу W-7, спорудили у 1939 році на верфі компанії Uraga Dock Company в Токіо.
З червня 1941-го корабель належав до 21-го дивізіону тральщиків. Напередодні вступу Японії у Другу світову війну W-8 перейшов з метрополії до Палау (західна частина Каролінського архіпелагу), а 8 грудня вийшов звідси із завданням супроводжувати загін, що мав висадити допоміжний десант на східному узбережжі філіппінського острова Лусон. Висадка відбулась 12 грудня в Легаспі.
19 грудня 1941-го тральщик приєднався до ескортування транспортів, які мали висадити інший допоміжний десант на сході Лусону в затоці Ламон-Бей. Висадка припала на 24 грудня, при цьому W-8 попередньо здійснив бойове тралення.
26—31 грудня 1941-го W-8 пройшов до Давао (порт на південному узбережжі острова Мінданао), звідки вийшов 9 січня серед численних кораблів ескорту, які супроводжували транспорти з десантом до Менадо на північно-східному півострові острова Целебес. Десантування успішно відбулося в ніч проти 11 січня. 21 січня тральщик рушив для супроводу десанту до Кендарі (південно-східний півострів Целебесу), який висадили 24 січня.
29 січня 1942-го W-8 полишив Кендарі, ескортуючи транспорти з військами, що мали заволодіти островом Амбон (Молуккські острови). Цього разу гарнізон союзників чинив опір кілька діб, проте японська операція завершилась успіхом.
6 лютого 1942-го W-8 вирушив з Кендарі в межах операції заволодіння Макассаром (південно-західний півострів Целебесу), висадка у якому відбулась 9 лютого.
За кілька діб по тому тральник уже знову перебував на Амбоні, який полишив 18 лютого 1942-го для супроводу транспортів з десантом у Ділі (острів Тимор). У ніч проти 20 лютого на підходах до Ділі по W-8 та ще одному тральнику випустив дві торпеди американський есмінець, на якому помилково ідентифікували ці японські кораблі як легкі крейсери. Втім, жодна з торпед не влучила в ціль, а тральники спішно полишили район сутички.
Після висадки на Тиморі W-8 повернувся до Кендарі, звідки вийшов 25 лютого 1942-го для супроводу конвою з десантом на схід Яви. Невдовзі сили прикриття виграли битву в Яванському морі й 1 березня японці успішно висадили десант.
У першій половині березня 1942-го тральник передали до 21-ї спеціальної військово-морської бази. Наступні півроку корабель діяв на сході Індонезії, зокрема в районах Сурабаї (головний порт на сході острова Яви) та Амбону, при цьому у другій половині липня W-8 взяв участь у операції з осадження гарнізонами західної частини Нової Гвінеї.
7 серпня 1942-го союзники висадились на сході Соломонових островів, що започаткувало шестимісячну битву за Гуадалканал та змусило японське командування перекидати в регіон підкріплення. 31 серпня W-8 полишив Сурабаю та попрямував до атола Трук у центральній частині Каролінських островів (тут була головна японська база в Океанії), де займався патрульно-ескортною службою до кінця січня 1943-го. 16 січня 1943-го W-8 вийшов з Труку для супроводу танкера «Тоєй-Мару», проте 18 січня американському підводному човну вдалось потопити танкер, після чого W-8 провів порятунок екіпажу.
На початку лютого 1943-го тральщик перейшов з Труку на Палау і більш як місяць ніс тут службу, після чого в середині березня пройшов з ескортними завданнями на Гуам (Маріанські острови), а потім знову на Трук. 21 березня W-8 виходив з Труку для допомоги переобладнаному канонерському човну «Чоан-Мару № 2 Го», що був пошкоджений ворожою субмариною.
До кінця весни 1943-го корабель двічі відвідував Маршаллові острови. Вперше він виходив сюди 13—27 квітня, коли пройшов з ескортною місією на атол Джалуїт та назад на Трук. 10—16 травня W-8 взяв участь у проведенні конвою № 5113 до атола Кваджелейн (головна японська база у Маршалловому архіпелазі), а 19—22 травня пройшов назад із конвоєм № 6192.
29 травня 1943-го W-8 полишив Трук та знову попрямував до Південно-Східної Азії. Спершу він супроводив до Палау конвой № 7291, наприкінці червня побував у Манілі, а 2 липня був у Сурабаї. Далі більш як два роки W-8 ніс тут патрульно-ескортну службу, під час якої також відвідував порти Амбон, Балікпапан (центр нафтовидобутку на східному узбережжі Борнео), Батавія (сучасна Джакарта), Макасар, Кау (острів Хальмахера), Бітунг (північно-східний півострів Целебесу), Таракан (ще один центр нафтовидобутку на північному сході Борнео) та навіть Паданг (південне узбережжя острова Суматра).
З 6 серпня по 2 вересня 1943-го W-8 пройшов у Сурабаї доковий ремонт.
26 лютого 1944-го W-8 разом зі ще двома кораблями вийшли з Сурабаї для ескортування транспортів «Танго-Мару» та «Рюсєй-Мару» (Ryusei Maru). Наступної доби американський підводний човен потопив обидва судна, при цьому загинуло близько восьми тисяч осіб, переважно індонезійських працівників та індійських солдатів, але також і певна кількість японських військовослужбовців (із понад 12 тисяч пасажирів близько 1200 належали до збройних сил Японії).
16 листопада 1944-го під час проведення конвою з Таракану його атакували півтора десятка ворожих літаків, втім, жодне судно не зазнало пошкоджень.
У грудні 1944-го W-8 двічі залучали для перевезення військовослужбовців з острова Холо (архіпелаг Сулу) до Таракану.
На момент капітуляції Японії W-8 перебував у Сурабаї. У липні 1946-го його перевели до Сінгапуру, а 13 липня затопили у Малаккській протоці.